# Lamprolepis vyneri
Lamprolepis vyneri là một loài thằn lằn trong họ Scincidae. Loài này được Shelford mô tả khoa học đầu tiên năm 1905.